# Liste der Flughäfen und Flugplätze im Libanon

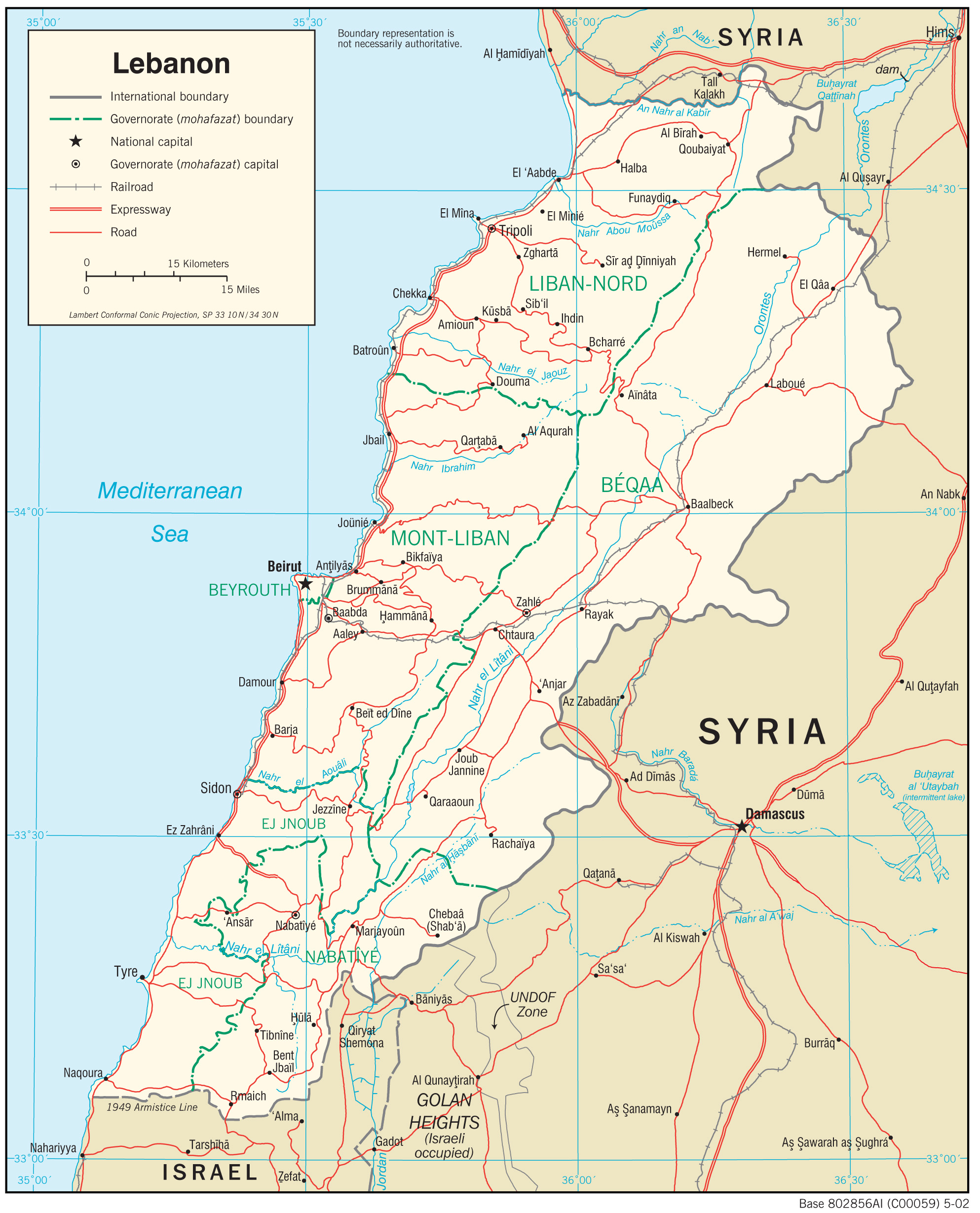
Karte des Libanon

Dies ist eine Liste der Flugplätze im Libanon geordnet nach Orten. Flugplätze mit regelmäßigem Linienverkehr sind in Fettschrift gekennzeichnet.
| Ort                | ICAO             | IATA             | Name des Flugplatzes                                                           | Koordinaten                  | Start- und Landebahn                                    |
| Zivile Flughafen   | Zivile Flughafen | Zivile Flughafen | Zivile Flughafen                                                               | Zivile Flughafen             | Zivile Flughafen                                        |
| ------------------ | ---------------- | ---------------- | ------------------------------------------------------------------------------ | ---------------------------- | ------------------------------------------------------- |
| Beirut             | OLBA             | BEY              | Flughafen Beirut / Beirut Air Base (Beirut–Rafic Hariri International Airport) | 33° 49′ 16″ N, 35° 29′ 18″ O | 3800 × 45 m Beton 3395 × 45 m Beton 3250 × 45 m Asphalt |
| Militärflugplätze  |                  |                  |                                                                                |                              |                                                         |
| Hamat              |                  |                  | Wujah Al Hajar Air Base                                                        | 34° 17′ 0″ N, 35° 42′ 0″ O   | 3000 × 45 m Beton                                       |
| Qaabrîne           | OLKA             | KYE              | René-Moawad-Flughafen (Flughafen Koleyat)                                      | 34° 35′ 22″ N, 36° 0′ 41″ O  | 3000 × 45 m Beton                                       |
| Rayak              | OLRA             |                  | Rayak Air Base                                                                 | 33° 51′ 8″ N, 35° 59′ 25″ O  | 3039 × 45 m Beton 2970 × 45 m Beton                     |
| Andere Landebahnen |                  |                  |                                                                                |                              |                                                         |
| Baadaran           |                  |                  | Flughafen Baadaran                                                             | 33° 38′ 10″ N, 35° 37′ 8″ O  |                                                         |
| Baalbek            |                  |                  | Flugplatz Baalbek                                                              | 34° 2′ 59″ N, 36° 10′ 35″ O  | 4070 m                                                  |
| Dekwaneh (Beirut)  |                  |                  | Flughafen Tel Al Zaatar                                                        | 33° 52′ 4″ N, 35° 33′ 11″ O  |                                                         |
| Marjayoun          |                  |                  | Flugplatz Marjayoun                                                            | 33° 17′ 41″ N, 35° 34′ 41″ O |                                                         |